# Valøy Station
Valøy Station (Valøy stasjon) var en jernbanestation på Nordlandsbanen, der lå i Steinkjer kommune i Norge. Den lå på sydsiden af indsøen Snåsavatnet, knap 30 km nordøst for byområdet Steinkjer.
Stationen blev oprettet som holdeplads 30. oktober 1926, da banen blev forlænget fra Sunnan til Snåsa. Halvandet år efter, 15. maj 1928, blev den opgraderet til station. Den blev nedgraderet til trinbræt 1. juni 1984. Betjeningen med persontog ophørte 29. maj 1988, og 28. maj 1989 blev stationen nedlagt.
Tegningerne til stationsbygningen blev udført af Eivind Gleditsch ved NSB Arkitektkontor i 1919. Bygningen blev opført i 1923 i træ i laftekonstruktion. Den er i to etager, der oprindeligt var indrettet med ekspedition og ventesal i stueetagen og tjenestebolig for stationsforstanderen på første sal. I en enetages tilbygning var der pakhus. Bygningen er nu solgt fra.